# Przedsiębiorstwo Komunikacji Samochodowej w Garwolinie
Przedsiębiorstwo Komunikacji Samochodowej w Garwolinie S.A. – przedsiębiorstwo utworzone w 1951 roku. Zajmuje się usługami związanymi z rozkładowym transportem pasażerskim i transportem w komunikacji międzymiastowej. Świadczy także usługi wynajmu autokarów, uwzględniające indywidualną specyfikę i ich potrzeby. Przedsiębiorstwo ma swoją siedzibę w Garwolinie przy Al. Legionów 48. Prowadzi także Stację Kontroli Pojazdów oraz Stację Paliw.
Przedsiębiorstwo posiada 100 autobusów, obsługuje 133 linie.

## Historia
W połowie 1951 roku, w wyniku zarządzenia wydanego przez Dyrektora Centralnego Zarządu PKS w Warszawie powstała Stacja Terenowo – Mieszana PKS zlokalizowana w Garwolinie, będąca częścią struktur oddziału z Siedlec.
1 stycznia 1959 roku instytucja przeszła reorganizację, uzyskując status niezależnej jednostki przyjmując nazwę Ekspozytura Osobowo-Towarowo-Spedycyjna z siedzibą w Garwolinie. W ramach rozszerzenia działalności otwarto Placówki Terenowe, odpowiednio w 1964 roku w Otwocku, i w 1968 roku w Rykach.
Zmiany administracyjne kraju, wprowadzone z początkiem 1976 roku, spowodowały przekazanie oddziału w Otwocku pod zarząd PKS w Piasecznie, a oddział w Rykach został włączony do struktur PKS w Puławach. Te zmiany zainicjowały powstanie jeszcze w tym samym roku nowej zajezdni w Hucie Czechy, która działała do 1989 roku.
Do 1990r działalność Państwowej Komunikacji Samochodowej w Garwolinie była nadzorowana przez zarząd w Warszawie. Od lipca 1990 roku, zyskała niezależność jako organizacja podległa bezpośrednio Ministerstwu Transportu i Gospodarki Morskiej.
W połowie 1996 roku, nadzór nad przedsiębiorstwem przejął Wojewoda Siedlecki. W marcu 1998 roku, wojewoda wystosował wniosek do Ministerstwa Skarbu Państwa o komercjalizację. 2 lipca 1998, minister przekształcił go w spółkę akcyjną powołując Przedsiębiorstwo Komunikacji Samochodowej w Garwolinie należącą do Skarbu Państwa. 
11 lutego 2009 roku, doszło do podpisania umowy między Skarbem Państwa a władzami Powiatu Garwolińskiego, na mocy której doszło do bezpłatnego przejęcia akcji przedsiębiorstwa przez samorząd lokalny.